# 琳拉達·考布瓦賽
琳拉達·考布瓦賽（羅馬化：Rinrada Kaewbuasai，1995年4月8日—），小名Pie，為泰國第3電視台旗下女演員。因在《罪孽牢籠》中饰演Wanna一角而为人熟知。

## 生平
Pie於1995年4月8日出生於泰國曼谷。父母均在航空業就職，其兄長為同為演員的納塔瓦·考布瓦賽（Cake）。姑姑為歌手與北欖府省行政機構主席楠缇达·考布瓦赛。2017年Pie於泰國國立法政大學美術與應用藝術學院（戲劇部）畢業，並在就學期間擔任系上啦啦隊隊長一職。

## 演藝經歷
2015年8月，Pie受邀參加泰國第3電視台的試鏡，並開始擔任雜誌模特。之後又於3台擔任播報員，直至大學三年級才拍攝了首部電視劇《落日餘暉》。
2019年Pie首度在電視劇《男兒本色之愛在虹際》擔綱女主角。同年Pie在第13屆的Kazz Awards頒獎典禮上榮獲CUTE GIRL OF THE YEARS 2019（年度可愛女孩）的殊榮。

## 個人生活

### 感情
目前與詹姆斯·馬（James Ma）穩定交往中。

## 影視作品

### 電視劇
| 首播年份 | 戲名                   | 戲名   | 播放平台    | 角色                               | 備註 |
| 首播年份 | 譯名                   | 原文名 | 播放平台    | 角色                               | 備註 |
| 2017年   | 《落日餘暉2017》       |        | Ch3Thailand | Jaiboon                            | 配角 |
| 2017年   | 《烈焰燃情2017》       |        | Ch3Thailand | Chayanee （Nee）                   | 配角 |
| 2018年   | 《虎將》               |        | Ch3Thailand | Lim Puay Sang                      | 配角 |
| 2019年   | 《男兒本色之愛在虹際》 |        | Ch3Thailand | Thoroong （Roong）                 | 主演 |
| 2019年   | 《罪孽牢籠》           |        | Ch3Thailand | Wanna                              | 主演 |
| 2019年   | 《男兒本色之蓮》       |        | Ch3Thailand | Thoroong （Roong）                 | 客串 |
| 2019年   | 《我的秘密新娘2019》   |        | Ch3Thailand | Neungthida （Neung）               | 配角 |
| 2020年   | 《愛的領域》           |        | Ch3Thailand | Janthon                            | 配角 |
| 2021年   | 《非婚不可》           |        | Ch3Thailand | Tawan Akkaramontri                 | 主演 |
| 2023年   | 《劫心戀人》           |        | Ch3Thailand | Musica Suriyari （Nurhing／Rhing） | 主演 |
| 待公布   | 《邂逅愛情天堂島2023》 |        | Ch3Thailand | Pearwah                            | 主演 |
| 待公布   | 《背叛愛》             |        | Ch3Thailand |                                    | 主演 |
| 待公布   | 《鎖愛於心》           |        | Ch3Thailand | Chalawat                           | 主演 |

## 代言
註：以下資料整理自琳拉達·考布瓦賽的電視廣告及Instagram官方帳戶。
| 年份   | 品牌      | 代言項目/備註 | 合作藝人  |
| 2022年 | Kashjoy   | 金融貸款      | 不適用    |
| 2023年 | Kashjoy   | 金融貸款      | 不適用    |
| 2023年 | OK Herbal | 牙膏          | 詹姆斯·馬 |

## 獎項
| 年份   | 組織             | 獎項                                         | 來源  |
| 2019年 | KAZZ Awards 2019 | CUTE GIRL OF THE YEARS 2019 （年度可愛女孩） | [ 7 ] |

## 外部連結
- 琳拉達·考布瓦賽於Channel 3的簡介 （页面存档备份，存于） （泰文）
- 琳拉達·考布瓦賽的Instagram帳戶（泰文）